# Loka (Tržič, Slovenija)
Loka je naselje u slovenskoj Općini Tržiču. Loka se nalazi u pokrajini Gorenjskoj i statističkoj regiji Gorenjskoj. 

## Stanovništvo
Prema popisu stanovništva iz 2002. godine naselje je imalo 369 stanovnika.